# Johann Krynicki
Johann Krynicki, en russe Ivan Andreïevitch Krinitski (Ива́н Андре́евич Крини́цкий), né en 1797 et mort en 1838, est un zoologiste sujet de l'Empire russe qui s'est spécialisé en entomologie, en particulier l'étude des coléoptères.
Il poursuit ses études à l'université de Wilno (aujourd'hui Vilnius), où il enseigne ensuite l'agronomie. En 1825, il est nommé professeur de zoologie à l'université de Kharkov. Il est l'auteur de plusieurs ouvrages d'entomologie.
Il décrit plusieurs genres ou espèces, notamment le genre Eusomatus (Curculionidae).